# Недељко Барнић
Недељко Барнић Жарки (Меленци, код Бечкерека, 13. септембар 1922 — Багљаш, код Великог Бечкерека, 13. септембар 1944) био је учесник Народноослободилачке борбе и народни херој Југославије.

## Биографија
Рођен је 13. септембра 1922. године у Меленцима. Симпатизер је радничког покрета од пре Другог светског рата. Априла 1941. заједно са једном групом младића из његовог села, пријавио се добровољно у Југословенску војску.
После окупације Краљевине Југославије сакупљао је оружје и муницију и учествовао у припремама за оружани устанак. Тада је примљен у чланство Савеза комунистичке омладине Југославије (СКОЈ).
Због веза са тек формираним Меленачким партизанским одредом, августа 1941. је ухапшен као сарадник Народноослободилачког покрета (НОП) и задржан као талац. Са још два омладинца побегао је из затвора и ступио у Меленачки одред. Ту је убрзо запажен по јунаштву. У јесен исте године рањен је у околини Петровграда, при покушају Одреда да се пробије у Србију. После оздрављења, наставио је илегални политички рад у Меленцима.
У лето 1943. године ушао је у састав Севернобанатског партизанског одреда, који је формиран у Банатском Карађорђеву. Септембра исте године, са већом групом бораца, прешао је у Срем, с задатком да успостави везу Баната са Главним штабом и Покрајинским комитетом КПЈ за Војводину. После преласка Дунава, код села Сурдука, 17. септембра, наишао је на чланове Главног штаба НОВ и ПО Војводине, који су га упутили на диверзантски курс. После завршеног курса, Недељко је био у диверзантској чети Главног штаба Војводине и учествовао у многим акцијама у Срему.
Почетком априла 1944. године вратио се у Банат, где је у јулу организовао диверзантску чету у Севернобачком партизанском одреду. У једној акцији, приликом монтирања мине, изгубио је руку, али се на лични захтев вратио у Одред, где је обављао дужност обавештајног официра.
Заробљен је, од стране Немаца, 3. септембра 1944. године у околини села Кумана. Потом је пребачен у Велики Бечкерек, где је после свирепог мучења, убијен тако што је жив закопан у песак и остављен да издахне на сунцу.
Указом председника ФНР Југославије Јосипа Броза Тита, 7. јула 1953. године, проглашен је за народног хероја.